# Дачний будинок Мировича
Да́чний буди́нок Миро́вича — втрачена пам'ятка, яка знаходилась на вулиці Львівській, 15 у Святошинському районі Києва посеред реліктового лісу зі столітніми дубами та соснами. Споруджений в кінці XIX — на початку XX століття будинок був одним з найкраще збережених зразків дачної архітектури Святошина, доки він не був зруйнований навесні 2008 року для звільнення території під забудову. 

## Історія
Будинок був споруджений у кінці XIX — на початку XX століття на ділянці № 23 по вулиці Пушкінській, 252 (нині Львівська, 15), на той час садиба належала О. Васильєвій. Перед Першою світовою війною власником будинку був В. Мирович — представник старовинного козацького роду Мировичів — нащадків Полуботків.
Після приходу радянської влади в 1918 році землі були конфісковані у власників, і ця та сусідні дачні садиби були об'єднані та передані під профілактичні оздоровчі заклади для дітей. За даними Ігоря Юхновського, в одному з цих будинків садиби любив лікуватися голова Центральної Ради Михайло Грушевський. У 1920-их—1930-их на території ділянки також було зведено ряд корпусів для потреб оздоровчих закладів, зокрема, лікувальні корпуси та службові приміщення.
Одразу після завершення Другої світової війни, у 1946 році в будинку розмістилася медико-санітарна частина, де лікувалися фронтовики. Ділянка сподобалася військовикам, і місто виділило 4 га рекреаційної зони для створення шпиталю військового містечка № 195, який підпорядковувався спочатку Міністерству оборони СРСР, а потім — Міністерству оборони України. На території було розміщено всі необхідні служби шпиталю, такі як пральня, їдальня, склади тощо.
2 квітня 1998 року Управління охорони пам'яток історії, культури та історичного середовища КМДА визнало будинок щойно виявленим об'єктом культурної спадщини за видом архітектури (наказ № 15).
2004 року військовий шпиталь припинив своє існування. Місцеві мешканці вимагали передати його землі місту та створити на його території парк імені Грушевського та музей київської старовини. Нащадки роду Мировичів були готові передати для такого музею свій сімейний архів.
Проте Міністерство оборони не бажало звільняти рекреаційну зону, встановило на її території охорону та оголосило про наміри збудувати на цій території шість 20-поверхових та один 12-поверховий будинок. 28 вересня 2006 року Київська міська рада перевела призначення земельної ділянки з рекреаційної забудови на житлову забудову та надала Головному управлінню розвідки Міністерства оборони України 4,5 га земель під забудову, а 30 травня 2007 надала дозвіл на забудову.
На початку 2008 році ділянку було обнесено бетонним парканом заввишки 2,5 метри та почалися роботи з руйнування будівель та вирубки лісу. Станом на лютий 2008 році було зруйновано 10 із 13 будівель на території ділянки, які мали історичну цінність, внаслідок чого Головне управління охорони культурної спадщини КМДА винесло припис з вимогою припинити будь-які роботи. Після протестів громадськості на початку квітня були проведені громадські слухання, які були організовані з порушеннями та визнані такими, що не відбулися.
Попри історико-культурну цінність будинку, припис про припинення робіт та відсутність ордеру Головного управління контролю за благоустроєм м. Києва звільнення території не припинялося, і до червня 2008 будинок Мировича та прилеглі будівлі було повністю зруйновано.
Уже після руйнування згідно з наказом № 1001/0/16-08 від 24 вересня 2008 Міністерства культури і туризму України будівля отримала статус пам'ятки історії місцевого значення з охоронним номером 511-Кв.

## Архітектурні особливості
До 2000-их років серед збережених будівель садиби архітектурну цінність мали дачний будинок та огорожа з брамою. Зберігся також флігель праворуч від будинку, але він втратив архітектурну цінність внаслідок перебудови.

### Будинок
Будинок одноповерховий з напівпідвалом, збудований з відступом від лінії огорожі. Будинок був цегляним, дах був вальмовий під бляхою з декоративним наметом, вкритим декоративною лускою. У внутрішньому плані будинок мав коридорне планування, але оригінальні інтер'єри до часів незалежності не збереглися.
Архітектурний стиль будинку — еклектика, еркер має форми французького ренесансу, а цегляний декор — неоросійського стилю. Садиба Мировича була виразним зразком пишно оздобленої дачної архітектури.
Будинок мав асиметричну Г-подібну форму з видовженим східним фасадом, з головного (північного), видовженого східного та тильного фасадів мав дерев'яні веранди. Головний фасад мав врівноважену форму, в центрі його був ризаліт з гранчастим еркером, увінчаний восьмигранним шатровим дахом зі шпилем. По краях фасаду знаходилися два входи до будинку з веранд, лівий з яких був головним. Вікна та міжвіконня головного фасаду були рясно оздоблені: зокрема, вікна еркера були увінчані лучковими та трикутними сандриками, а міжвіконня фасаду було обладнано рустуванням.

### Огорожа
Огорожа будинку була збудована на початку XX століття, до 2000-их збереглася брама та огорожа по всій ширині первісної дачної ділянки. Огорожа була останнім збереженим зразком малих архітектурних форм такого типу на території Святошина.
Огорожа ділянки була цегляна на кам'яному цоколі, тинькована та побілена, виконана в стилі історизму з впливом модерну. Квадратні підпірні стовпці мали вкритий бляхою верх напівциліндричної форми з бічними заплечиками. Пілони брами мають подібний, але значно спрощений вигляд, їх цоколь було оздоблено низкою зубців та окремими кам'яними рустами. Ковані ґрати брами та огорожі мали вишукані архітектурні форми.

## Джерело
- Толочко Л., Трегубова Т. Садиба, кін. 19 — поч. 20 ст. // Звід пам'яток історії та культури України: Київ, кн. 1, ч. 3. К., 2011. — С. 1412.